# Cattaraugus megye
Cattaraugus megye az Amerikai Egyesült Államokban, azon belül New York államban található. Megyeszékhelye Little Valley, legnagyobb városa Olean. Lakosainak száma 77 042 fő (2020. április 1.). Cattaraugus megye Erie, McKean, Warren, Allegany, Chautauqua és Wyoming megyékkel határos.

## Népesség
A megye népességének változása:
| Lakosok száma | 80 221 | 79 793 | 79 278 | 78 892 | 77 922 | 77 042 |
|               | 2010   | 2011   | 2012   | 2013   | 2015   | 2020   |